# Projecte de llei anti-LGBT al Kirguizstan
El projecte de llei anti-LGBT al Kirguizstan es tracta d'un projecte de llei que es va presentar l'any 2014 al Parlament kirguís per a criminalitzar l'expressió que crea «una actitud positiva cap a les relacions sexuals no tradicionals, utilitzant els mitjans de comunicació o les xarxes d'informació i telecomunicacions».
Aquest projecte fou durament criticat per activistes de drets humans i de drets LGBT tant nacionals com internacionals perquè criminalitzaria el col·lectiu LGBT, sobretot l'homosexualitat. Es tractaria d'una versió més dura de la llei russa contra la propaganda gai. També fou criticada la seva redacció ambigua la qual cosa podria donar peu a una interpretació més àmplia. A tall d'exemple, l'expert australià Cai Wilkinson assenyala que les «relacions sexuals no tradicionals» a que fa referència aquest projecte de llei es podria interpretar com a relacions sexuals no procreatives fora del matrimoni, la qual cosa també podria minar els esforços per combatre el VIH i promoure el sexe segur en general.
Inicialment, el projecte de llei es retirà breument davant de la pressió internacional, però després es va continuar a reprendre. El 15 d'octubre, el projecte de llei va ser aprovat en primera lectura, en una votació de 79 a 7. Ha rebut una àmplia oposició internacional, i ha estat retardat en múltiples ocasions. En 2016, es va aprovar en segona lectura. Actualment està pendent d'una tercera lectura final.